# Rubén Isidoro
Rubén Isidoro (Campana (Argentina), 22 de febrero de 1951 - Zárate (partido), 6 de mayo de 2015) fue un periodista, locutor, maestro de ceremonias y músico. Conocido por su constante labor social y solidaria en los medios de Zárate.

## Biografía
Nació el 22 de febrero de 1951 en la localidad de Campana (Provincia de Buenos Aires) y con solo 7 años de edad por cuestiones laborales de su padre se radicó en Zárate donde desarrolló sus estudios y sus funciones de locutor, presentador de espectáculos, periodista y maestro de ceremonias. Su actividad en los medios de comunicación de la zona lo llevó a realizar muchas jornadas benéficas a favor de la comunidad, trabajó por muchos años como locutor oficial de la Municipalidad de Zárate y en distintas radios del partido. En los tantos actos relevantes a lo largo de su vida desarrolló durante diez años un festival solidario denominado “Todos Por la sonrisa de un niño”. En 2014 recibió un reconocimiento de la Cámara de Diputados de la nación a su trayectoria y compromiso social. 
Rubén se crio en plena zona céntrica de Campana, a una cuadra de lo que es hoy la Plaza Eduardo Costa. Siempre interesado desde muy pequeño en la música, a los siete años de edad concurrió acompañado de sus padres al programa de televisión en Canal 7 del famoso animador Antonio Carrizo en el que ganó su primera guitarra criolla que aún se conserva y su primera guitarra de oro.
En Zárate finalizó y comenzó sus estudios primarios y secundarios así como también sus funciones de locutor, presentador, periodista, maestro de guitarra y maestro de ceremonias. 

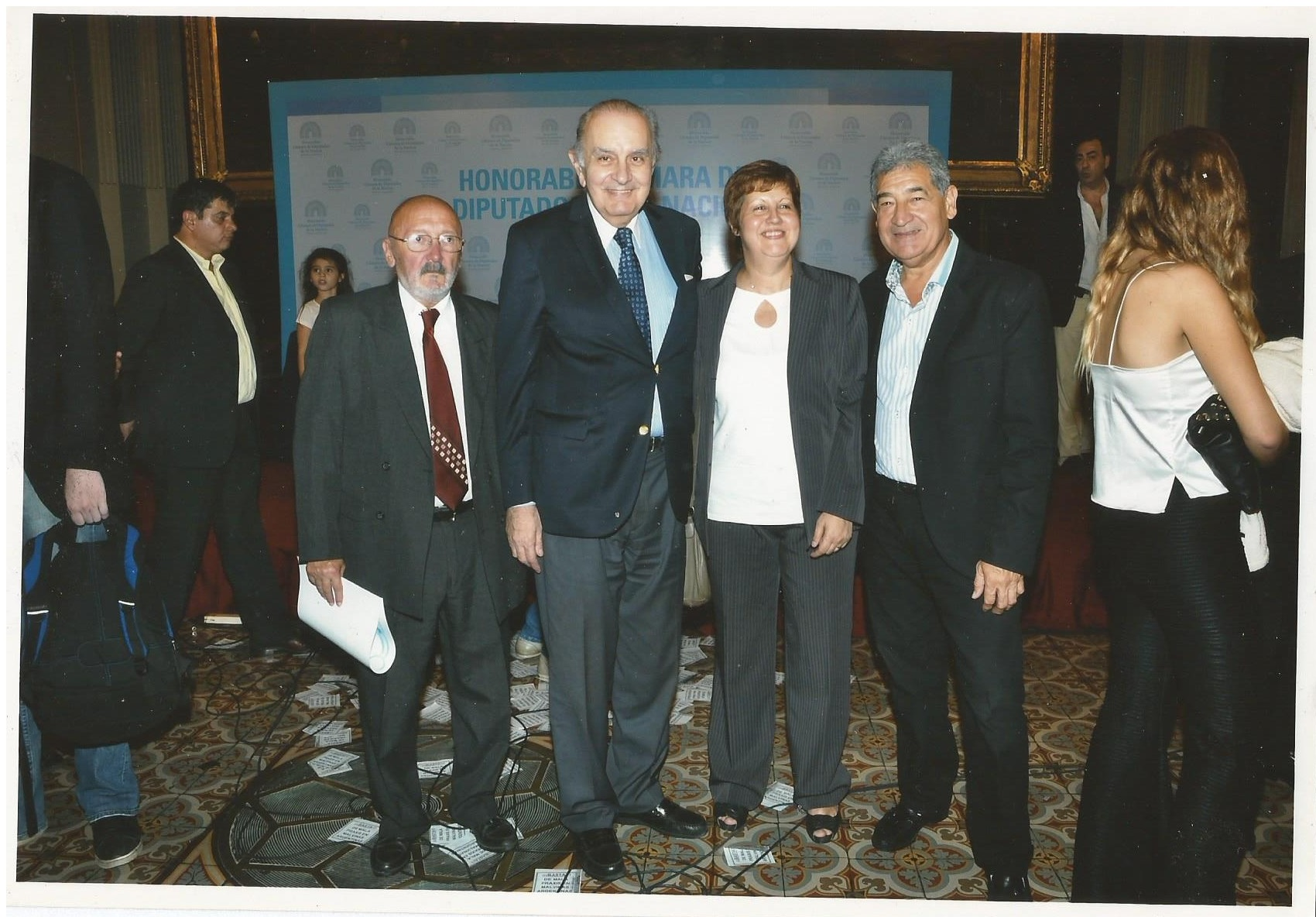
En el año 2014 recibió un diploma en la Cámara de Diputados de la Nación por su trayectoria y compromiso social.

Entre su trayectoria podemos mencionar su carrera como locutor y periodista en radio Nuclear, con sus primeros programas: “Fogoneando los domingos” y “Para toda la gente” que lo llevó a la popularidad. Con este último logró llevar a más de 100 personas, juntando alimentos y vestimenta, en apoyo a los inundados de la Isla. También ejerció su labor de locutor y periodista en radio Ciudad de Zárate en su programa propio.
Rubén fue creador de su propia academia de más de 300 bombos y guitarras que logró llevar a estos niños y niñas esperanzados en el arte de la música por primera vez a Canal 7.
Fue maestro de guitarra, canto y bombo desempeñándose en su propio domicilio, siendo creador y productor de importantes y reconocidos artistas como las Voces del Encuentro. 
Ejerció su vocación en Radio Omega hasta su deceso.

### Trayectoria
Locutor y periodista en Radio Nuclear (Zárate), programas “Para toda la gente”, “Fogoneando los domingos” que lo llevó a la popularidad. Locutor y periodista en programa propio, Radio Ciudad de Zárate. Locutor del Escuadrón de Seguridad Zárate Brazo Largo. Panelista en el programa "Aldea Local" por la señal de Cablevisión. Locutor y organizador de la maratón solidaria “Todos por la sonrisa de un niño” que duraba dos días en sus comienzos para ayudar a los comedores de Zárate, Lima e Islas. Presentaciones en festivales a beneficio, escuelas o personas que lo necesitaran. 
Creador de su propia academia de bombo y guitarras. Formador del conjunto Nueva Serie y el grupo Terciopelo.

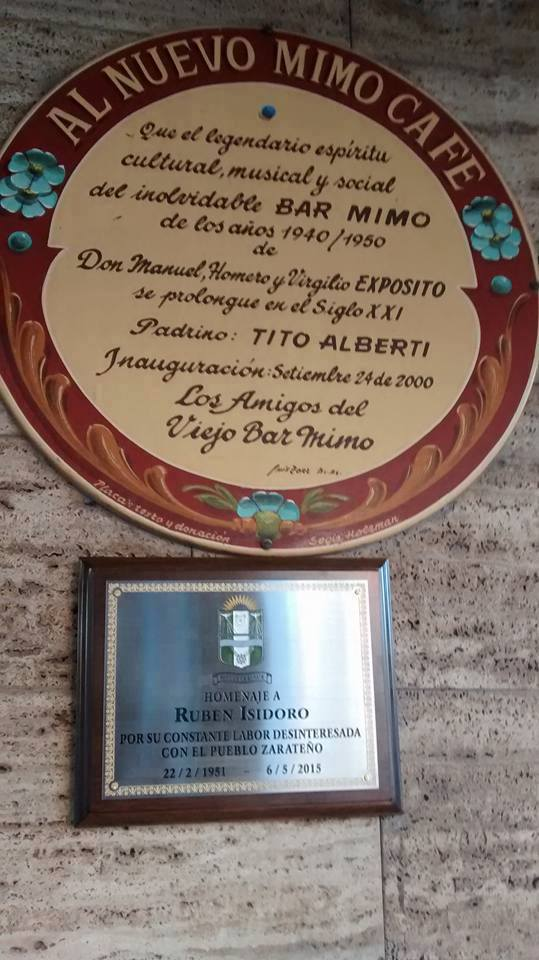
Placa en su memoria en un reconocido bar de Zárate

### Premios
- Radio - Gráfica - Televisión (Artecenter, 2004 - 2005)
- Mención a la Trayectoria (Musical Lima Producciones, 2008)
- Reconocimiento a su memoria (Mujeres Solidarias Zárate y Centro del comercio, 2015)
- Agradecimiento a su desinteresada y permanente colaboración (U.T.D.Y.C Sede Zárate Campana, 1994)
- Trayectoria Periodística (Soldados Continentales Agrupación 24 de junio de 2014)
- Trayectoria (Centro Tradicional "El Fortín", 2004)
- Trayectoria y Compromiso social y solidario (Cámara de Diputados de la Nación, 2014)
- Premio Estímulo al Mérito Deportivo Periodista Radial (Municipalidad de Zárate, 1980)
- Reconocimiento por su labor en el rubro: "Labor Radial de Servicio Social" (Olimpia Producciones Zárate - Campana, 1994)

## Fallecimiento
Luego de descompensarse en la vía pública, falleció producto de un infarto en el Hospital Zonal Virgen del Carmen; luego de ser asistido por personal médico. Sus restos descansan en el Cementerio Municipal de Zárate. 

## Legado
De 2018 a 2021 estuvo operativa la Asociación Rubén Isidoro. La entidad se dedicaba a trabajar por los más necesitados y la tercera edad. En 2023 se fundó el Memorial "Rubén Isidoro, a 8 años de su fallecimiento". 
- Datos: Q20980450